# I liga argentyńska w piłce nożnej (2001/2002)
Mistrzem Argentyny turnieju Apertura w sezonie 2001/2002 został Racing Club de Avellaneda, natomiast wicemistrzem turnieju Apertura został klub River Plate. Mistrzostwo Argentyny turnieju Clausura w sezonie 2001/2002 zdobył River Plate, a wicemistrzostwo klub Gimnasia y Esgrima La Plata.
O tym, które zespoły zagrają w międzynarodowych pucharach zadecydowała sumaryczna tabela łącząca wyniki turniejów Apertura i Clausura. Do Copa Libertadores w roku 2003 zakwalifikowały się następujące kluby:
- River Plate
- Racing Club de Avellaneda
- Boca Juniors
- Gimnasia y Esgrima La Plata

Do pierwszej edycji Copa Sudamericana w roku 2002 zakwalifikowało się z Argentyny pięć klubów:
- River Plate
- Racing Club de Avellaneda
- Boca Juniors
- Gimnasia y Esgrima La Plata
- San Lorenzo de Almagro

Tabela spadkowa zadecydowała o tym, które kluby spadną do drugiej ligi (Primera B Nacional Argentina), a które będą miały szanse obronić swój byt pierwszoligowy w barażach. Bezpośrednio spadły kluby, które w tabeli spadkowej zajęły dwa ostatnie miejsca – Argentinos Juniors Buenos Aires i Belgrano Córdoba. Na ich miejsce awansowały dwie najlepsze drużyny z drugiej ligi – Olimpo Bahía Blanca i Arsenal Sarandí Buenos Aires. Mecze barażowe musiały stoczyć CA Lanús i Unión Santa Fe. Oba zespoły wygrały baraże i utrzymały się w pierwszej lidze.

## Torneo Apertura 2001/02

### Apertura 1
| Data             | Mecz |
| ---------------- | --- |
| 17 sierpnia 2001 | Racing Club – Argentinos Juniors 2:1 Carlos Andrés Arano 13, Pablo De Muner 78s – Federico Insúa 56                                         |
| 18 sierpnia 2001 | Rosario Central – Lanús 2:1 Líber Vespa 60, Juan Antonio Pizzi 90 – Diego Daniel Bustos 87                                                  |
| 18 sierpnia 2001 | Nueva Chicago – San Lorenzo de Almagro 0:3 Guillermo Franco 55, Leonardo Rodríguez 76, Félix Benito 83                                      |
| 19 sierpnia 2001 | Talleres Córdoba – River Plate 1:3 César Osvaldo La Paglia 8 – Martín Cardetti 25, 43, Celso Ayala 41                                       |
| 19 sierpnia 2001 | Boca Juniors – Belgrano Córdoba 1:3 Walter Gaitán 51 – Marcelo Goux 24, Gastón Enrique Martina 79, Rubiel Quintana 84                       |
| 19 sierpnia 2001 | Banfield – Newell’s Old Boys Rosario 0:5 Maxi Rodríguez 16, 83k, 91, Nicolás Pavlovich 24, Mauro Rosales 68                                 |
| 19 sierpnia 2001 | Vélez Sársfield – Independiente 1:4 Martín Hidalgo 16 – Diego Forlán 40, 52, 81, Andrés Silvera 70                                          |
| 19 sierpnia 2001 | Huracán – Chacarita Juniors 2:2 Osvaldo Francisco Canobbio 59, Gabriel Alfredo Lobos 69 – Diego Alejandro Rivero 3, Víctor Javier Müller 24 |
| 19 sierpnia 2001 | Unión Santa Fe – Gimnasia y Esgrima La Plata 1:2 Martín Mazzoni 83 – Facundo Sava 43, Claudio Enría 88                                      |
| 19 sierpnia 2001 | Estudiantes La Plata – CA Colón 2:2 Ezequiel Maggiolo 8, Ernesto Farías 56 – Rodolfo Aquino 26, Javier Delgado 32                           |

### Apertura 2
| Data             | Mecz |
| ---------------- | --- |
| 24 sierpnia 2001 | Chacarita Juniors – Unión Santa Fe 2:2 Carlos Alberto Moreno 25, Víctor Javier Müller 72 – Daniel Tilger 45, Emanuel Ruiz 92                                                                                    |
| 25 sierpnia 2001 | Lanús – Talleres Córdoba 4:0 Diego Klimowicz 46, 87, Diego Daniel Bustos 71, Rodrigo Ezequiel Díaz 81 |
| 25 sierpnia 2001 | Argentinos Juniors – Rosario Central 1:0 Federico Insúa 77 |
| 25 sierpnia 2001 | CA Colón – Nueva Chicago 1:0 Gabriel Migliónico 10 mecz przerwany w 11 minucie po tym, jak piłkarz drużyny Colón – Gabriel Migliónico – został ciężko raniony po zdobyciu gola mecz dokończono 12 września 2001 |
| 26 sierpnia 2001 | River Plate – Huracán 4:1 Esteban Cambiasso 2, Fernando Daniel Moner 12s, Ariel Ortega 63, Martín Cardetti 67 – Sebastián Darío Morquio 84                                                                      |
| 26 sierpnia 2001 | Independiente – Racing Club 1:1 Diego Forlán 78 – Gabriel Alejandro Loeschbor 90 |
| 26 sierpnia 2001 | Newell’s Old Boys Rosario – Vélez Sársfield 1:1 Fernando Javier Crosa 18 – Gustavo Enrique Dueña 91s |
| 26 sierpnia 2001 | Belgrano Córdoba – Banfield 2:0 Felipe Mario Desagastizábal 31, Julio César López 84k |
| 26 sierpnia 2001 | San Lorenzo de Almagro – Boca Juniors 1:0 Diego Raúl Capria 87 |
| 26 sierpnia 2001 | Gimnasia y Esgrima La Plata – Estudiantes La Plata 1:1 Facundo Sava 5 – Guillermo Sanguinetti 13s |
| 12 września 2001 | CA Colón – Nueva Chicago 3:1 Gabriel Migliónico 10, Claudio Fernando Graf 17, Alejandro Rubén Capurro 77 – Óscar Armando Gómez 90 rozegrano pozostałe 79 minut z 25 sierpnia 2001                               |

### Apertura 3
| Data             | Mecz |
| ---------------- | --- |
| 28 sierpnia 2001 | Rosario Central – Racing Club 0:1 José Chatruc 65                                                                                  |
| 28 sierpnia 2001 | Nueva Chicago – Gimnasia y Esgrima La Plata 0:0                                                                                    |
| 28 sierpnia 2001 | Vélez Sársfield – Belgrano Córdoba 0:1 Mauro Iván Óbolo 9                                                                          |
| 28 sierpnia 2001 | Independiente – Newell’s Old Boys Rosario 0:1 Gustavo Enrique Dueña 29                                                             |
| 28 sierpnia 2001 | Huracán – Lanús 1:2 Carim Adippe 83 – Diego Klimowicz 66k, Rodrigo Ezequiel Díaz 75                                                |
| 29 sierpnia 2001 | Estudiantes La Plata – Chacarita Juniors 0:3 Víctor Javier Müller 22, 49, 63                                                       |
| 29 sierpnia 2001 | Banfield – San Lorenzo de Almagro 2:2 Jorge Cervera 50, Sebastián Andrés Bueno 83 – Leandro Romagnoli 16, Lucas Andrés Pusineri 76 |
| 29 sierpnia 2001 | Talleres Córdoba – Argentinos Juniors 0:1 Sebastián Diego Pena 84                                                                  |
| 29 sierpnia 2001 | Unión Santa Fe – River Plate 1:1 Andrés San Martín 49 – Esteban Cambiasso 81                                                       |
| 29 sierpnia 2001 | Boca Juniors – CA Colón 0:0 |

### Apertura 4
| Data             | Mecz |
| ---------------- | --- |
| 31 sierpnia 2001 | Racing Club – Newell’s Old Boys Rosario 2:1 Diego Milito 14, 40 – Gustavo Enrique Dueña 90+1                                       |
| 1 września 2001  | Lanús – Unión Santa Fe 2:0 Cristián Daniele 38, Diego Klimowicz 73                                                                 |
| 1 września 2001  | Belgrano Córdoba – Independiente 0:2 Diego Forlán65, Daniel Montenegro 89k                                                         |
| 2 września 2001  | Chacarita Juniors – Nueva Chicago 2:0 Víctor Javier Müller13, Jorge Roberto Quinteros 76                                           |
| 2 września 2001  | River Plate – Estudiantes La Plata 3:0 Esteban Cambiasso 28, 35, Andrés D’Alessandro 90+1                                          |
| 2 września 2001  | Argentinos Juniors – Huracán 3:1 Pablo Monsalvo 30s, Federico Insúa 32, Carlos Daniel Cordone 74 – Fernando Daniel Moner 90+1      |
| 2 września 2001  | Rosario Central – Talleres Córdoba 1:0 Germán Ezequiel Rivarola 62                                                                 |
| 2 września 2001  | San Lorenzo de Almagro – Vélez Sársfield 2:1 Leandro Romagnoli 38, 90 – Federico Hernán Domínguez 28k                              |
| 2 września 2001  | CA Colón – Banfield 1:0 Claudio Fernando Graf 51                                                                                   |
| 2 września 2001  | Gimnasia y Esgrima La Plata – Boca Juniors 2:2 Facundo Sava 2, Martín Albano Pautasso 87 – Marcelo Delgado 40, Roberto Colautti 71 |

### Apertura 5
| Data            | Mecz |
| --------------- | --- |
| 7 września 2001 | Vélez Sársfield – CA Colón 2:2 Federico Hernán Domínguez 30, 41 – Diego Castagno Suárez 66, Pablo Javier Morant 87                                  |
| 8 września 2001 | Huracán – Rosario Central 0:4 Juan Antonio Pizzi 23, 62, Mariano Fernando González 66, César Fabián Delgado 90                                      |
| 8 września 2001 | Talleres Córdoba – Racing Club 0:2 Gabriel Alejandro Loeschbor 75, Leonardo Torres 88                                                               |
| 9 września 2001 | Boca Juniors – Chacarita Juniors 3:1 Walter Gaitán 17, Miguel Ángel Sebastián Romero 68s, Guillermo Barros Schelotto 47 – Carlos Alberto Moreno 36k |
| 9 września 2001 | Banfield – Gimnasia y Esgrima La Plata 2:3 Daniel Bilos 31, José Luis Sánchez 78 – Mariano Messera 35, Germán Pablo Castillo 70, Facundo Sava 81    |
| 9 września 2001 | Newell’s Old Boys Rosario – Belgrano Córdoba 0:1 Mauro Iván Óbolo 52                                                                                |
| 9 września 2001 | Unión Santa Fe – Argentinos Juniors 1:2 Ariel José Donnet 45k – Óscar Darío Alaniz 37, Cristián Gonzalo García 81                                   |
| 9 września 2001 | Estudiantes La Plata – Lanús 1:3 Ezequiel Maggiolo 78 – Diego Daniel Bustos 23, Ricardo Hernán Pagés 37, Cristian Edgardo Domizi 49                 |
| 9 września 2001 | Independiente – San Lorenzo de Almagro 0:0 |
| 9 września 2001 | Nueva Chicago – River Plate 2:1 Martín Roberto Mandra 42, Ariel Jesús 78 – Esteban Cambiasso 81                                                     |

### Apertura 6
| Data             | Mecz |
| ---------------- | --- |
| 14 września 2001 | Gimnasia y Esgrima La Plata – Vélez Sársfield 3:2 Facundo Sava 25k, Diego Armando Herner 45, Claudio Enría 72 – Federico Hernán Domínguez 8, Fabricio Fuentes 38  |
| 15 września 2001 | Talleres Córdoba – Huracán 3:3 Pablo Alberto Cuba 16, 52, Gabriel Fernando Roth 81 – Fernando Daniel Moner 13, Sebastián Darío Morquio 37, Juan Carlos Padra 90+2 |
| 15 września 2001 | San Lorenzo de Almagro – Newell’s Old Boys Rosario 3:1 Bernardo Romeo 28, 33, Leonardo Rodríguez 85 – Leonardo Ponzio 63                                          |
| 15 września 2001 | CA Colón – Independiente 1:0 Claudio Fernando Graf 12 |
| 16 września 2001 | Chacarita Juniors – Banfield 2:0 Carlos Alberto Moreno 45, Jorge Roberto Quinteros 80                                                                             |
| 16 września 2001 | Lanús – Nueva Chicago 1:1 Diego Klimowicz 15k – Juan Manuel Herbella 74                                                                                           |
| 16 września 2001 | Argentinos Juniors – Estudiantes La Plata 0:4 Ernesto Farías 25, 38, 48, 63k                                                                                      |
| 16 września 2001 | Rosario Central – Unión Santa Fe 1:0 Germán Ezequiel Rivarola 69                                                                                                  |
| 16 września 2001 | River Plate – Boca Juniors 1:1 Esteban Cambiasso 18 – Walter Gaitán 83                                                                                            |
| 16 września 2001 | Racing Club – Belgrano Córdoba 0:0 |

### Apertura 7
| Data             | Mecz |
| ---------------- | --- |
| 21 września 2001 | Independiente – Gimnasia y Esgrima La Plata 3:2 Pablo Horacio Guiñazú 26, Diego Forlán 54, Matías Vuoso 56 – Facundo Sava 45, 65        |
| 22 września 2001 | Vélez Sársfield – Chacarita Juniors 1:2 Darío Fernando Husaín 33 – Miguel Ángel Sebastián Romero 47, Diego Alejandro Rivero 75          |
| 22 września 2001 | Belgrano Córdoba – San Lorenzo de Almagro 1:0 Gabriel Luciano Meta 75                                                                   |
| 23 września 2001 | Nueva Chicago – Argentinos Juniors 1:3 Julián Kmet 2 – Carlos Alberto Yaqué 14, 53, Federico Insúa 75                                   |
| 23 września 2001 | Boca Juniors – Lanús 6:1 Marcelo Delgado 22, 32, Walter Gaitán 39, 56, Juan Román Riquelme 52, Naohiro Takahara 69 – Diego Klimowicz 42 |
| 23 września 2001 | Unión Santa Fe – Talleres Córdoba 4:1 Daniel Tilger 38, 66, 90+1, Cristian Misael Basualdo 86 – Diego Héctor Garay 75k                  |
| 23 września 2001 | Estudiantes La Plata – Rosario Central 1:0 Ezequiel Maggiolo 32                                                                         |
| 23 września 2001 | Newell’s Old Boys Rosario – CA Colón 1:2 Maxi Rodríguez 25 – Pablo Javier Morant 31, Gabriel Migliónico 71                              |
| 23 września 2001 | Huracán – Racing Club 0:1 Gustavo Barros Schelotto 67                                                                                   |
| 23 września 2001 | Banfield – River Plate 1:1 Pablo del Río 80 – Fernando Cavenaghi 8                                                                      |

### Apertura 8
| Data             | Mecz |
| ---------------- | --- |
| 28 września 2001 | Huracán – Unión Santa Fe 2:2 Sebastián Darío Morquio 20k, 31 – Rubén Óscar Capria 2, Martín Darío Zapata 67                                                                         |
| 29 września 2001 | Lanús – Banfield 1:0 Ricardo Hernán Pagés 87 |
| 29 września 2001 | CA Colón – Belgrano Córdoba 1:1 Gabriel Migliónico 68k – Sergio Raúl Castillo 45 |
| 29 września 2001 | Chacarita Juniors – Independiente 1:1 Carlos Alberto Moreno 53 – Hernán Franco 90+1                                                                                                 |
| 29 września 2001 | Gimnasia y Esgrima La Plata – Newell’s Old Boys Rosario 4:1 Facundo Sava 21, 57, Mariano Messera 61, Claudio Enría 89 – Maxi Rodríguez 46                                           |
| 29 września 2001 | Rosario Central – Nueva Chicago 0:2 Martín Roberto Mandra 40, Julián Kmet 42 |
| 30 września 2001 | River Plate – Vélez Sársfield 4:2 Martín Cardetti 34, Marcelo Escudero 76, Fabricio Fuentes 83s, Andrés D’Alessandro 90+2 – Darío Fernando Husaín 10, Esteban Santiago Buján 69     |
| 30 września 2001 | Talleres Córdoba – Estudiantes La Plata 0:1 Ezequiel Maggiolo 13 |
| 30 września 2001 | Racing Club – San Lorenzo de Almagro 4:1 Gabriel Alejandro Loeschbor 41, Carlos Maximiliano Estévez 56, Gerardo Bedoya 61, Rafael Nazareno Maceratesi 77 – Lucas Andrés Pusineri 24 |
| 30 września 2001 | Argentinos Juniors – Boca Juniors 1:3 Sebastián Diego Pena 22 – Guillermo Barros Schelotto 34, 50, Marcelo Delgado 78                                                               |

### Apertura 9
| Data                | Mecz |
| ------------------- | --- |
| 2 października 2001 | Nueva Chicago – Talleres Córdoba 3:1 Martín Roberto Mandra 35, 47, Julio Martín Valli 40 – Daniel Alberto Albornós 34                |
| 2 października 2001 | San Lorenzo de Almagro – CA Colón 1:1 Alberto Acosta 15 – Pablo Javier Morant 40                                                     |
| 3 października 2001 | Estudiantes La Plata – Huracán 2:0 Pablo Javier Quatrocchi 5, 74                                                                     |
| 3 października 2001 | Independiente – River Plate 0:5 Andrés D’Alessandro 15, Matías Alberto Marchesini 20s, Martín Cardetti 62k, 75, Esteban Cambiasso 79 |
| 3 października 2001 | Boca Juniors – Rosario Central 3:1 Walter Gaitán 17, Juan Román Riquelme 69k, Jorge Daniel Martínez 88 – Federico Arias 66           |
| 3 października 2001 | Banfield – Argentinos Juniors 1:1 Rubén Darío Forestello 82 – Federico Insúa 43                                                      |
| 3 października 2001 | Vélez Sársfield – Lanús 1:1 Roberto Nanni 88 – Diego Klimowicz 26k                                                                   |
| 3 października 2001 | Newell’s Old Boys Rosario – Chacarita Juniors 1:1 Maxi Rodríguez 60 – Silvio Carrario 12                                             |
| 3 października 2001 | Belgrano Córdoba – Gimnasia y Esgrima La Plata 0:2 Lucas Matías Licht 35, Germán Pablo Castillo 44                                   |
| 3 października 2001 | Unión Santa Fe – Racing Club 0:2 Carlos Maximiliano Estévez 67, Gerardo Bedoya 90+3                                                  |

### Apertura 10
| Data                 | Mecz |
| -------------------- | --- |
| 19 października 2001 | Argentinos Juniors – Vélez Sársfield 0:2 Roberto Nanni 17, 73                                                                               |
| 20 października 2001 | Lanús – Independiente 1:4 Diego Alberto Galván 44 – Matías Vuoso 13, Diego Forlán 46, 85, Daniel Montenegro 59                              |
| 20 października 2001 | Huracán – Nueva Chicago 2:3 Sebastián Darío Morquio 53, Lucho González 55 – Christian Gómez 7, Ariel Jesús 8, 45                            |
| 20 października 2001 | Unión Santa Fe – Estudiantes La Plata 2:2 Guillermo Pablo Israilevich 58, Martín Darío Zapata 76 – Alejandro Osorio 74, Ernesto Farías 90+1 |
| 21 października 2001 | Gimnasia y Esgrima La Plata – San Lorenzo de Almagro 0:2 Cristian Rodrigo Zurita 44, Alberto Acosta 50                                      |
| 21 października 2001 | Chacarita Juniors – Belgrano Córdoba 2:2 Carlos Alberto Moreno 22, David Charles Pérez 44 – Mauro Iván Óbolo 31, Sebastián Brusco 80k       |
| 21 października 2001 | River Plate – Newell’s Old Boys Rosario 2:0 Martín Cardetti 26k, Eduardo Germán Coudet 88                                                   |
| 21 października 2001 | Rosario Central – Banfield 1:0 Federico Arias 44                                                                                            |
| 21 października 2001 | Racing Club – CA Colón 2:1 Diego Milito 15, Rafael Nazareno Maceratesi 75 – Claudio Fernando Graf 48                                        |
| 21 października 2001 | Talleres Córdoba – Boca Juniors 1:0 Julián Edgardo Maidana 55                                                                               |

### Apertura 11
| Data                 | Mecz |
| -------------------- | --- |
| 26 października 2001 | Independiente – Argentinos Juniors 1:0 Diego Forlán 29                                                                                            |
| 27 października 2001 | Vélez Sársfield – Rosario Central 3:1 Guillermo Carlos Morigi 15, Federico Hernán Domínguez76, Darío Fernando Husaín 82 – Juan Antonio Pizzi 53k  |
| 27 października 2001 | Newell’s Old Boys Rosario – Lanús 2:0 Leonardo Ponzio 30, Maxi Rodríguez 76                                                                       |
| 27 października 2001 | San Lorenzo de Almagro – Chacarita Juniors 3:3 Alberto Acosta 23, Lucas Andrés Pusineri 41, 72 – Silvio Carrario 4, 53, Leonardo Alfredo Ramos 74 |
| 28 października 2001 | Nueva Chicago – Unión Santa Fe 0:3 Martín Mazzoni 27, Nicolás Frutos 32, 61                                                                       |
| 28 października 2001 | Banfield – Talleres Córdoba 2:1 Josemir Lujambio 1, 76k – Julián Edgardo Maidana 71k                                                              |
| 28 października 2001 | Estudiantes La Plata – Racing Club 2:3 Juan Ramón Fernández 15, Pablo Javier Quatrocchi 40 – Carlos Maximiliano Estévez 49, 52, José Chatruc 72   |
| 28 października 2001 | CA Colón – Gimnasia y Esgrima La Plata 1:2 Cristian Gastón Castillo 74 – Mariano Messera 14, Claudio Enría 88                                     |
| 28 października 2001 | Boca Juniors – Huracán 2:1 José María Calvo 64, Christian Ariel Cellay 68s – Alberto Javier Godoy 90+3                                            |
| 28 października 2001 | Belgrano Córdoba – River Plate 0:2 Ariel Ortega 34, Martín Cardetti 77                                                                            |

### Apertura 12
| Data             | Mecz |
| ---------------- | --- |
| 2 listopada 2001 | Huracán – Banfield 2:1 Sebastián Darío Morquio 56, 58 – Adrián Manuel González 67                                                                           |
| 3 listopada 2001 | Talleres Córdoba – Vélez Sársfield 2:1 Gabriel Fernando Roth 66, César Osvaldo La Paglia 69 – Guillermo Carlos Morigi 56                                    |
| 3 listopada 2001 | Rosario Central – Independiente 1:1 César Fabián Delgado 6 – Mariano Pernía 56                                                                              |
| 4 listopada 2001 | Chacarita Juniors – CA Colón 1:1 Carlos Alberto Moreno 45 – Dante Rafael Unali 11                                                                           |
| 4 listopada 2001 | Estudiantes La Plata – Nueva Chicago 0:2 Ariel Jesús 61, 76                                                                                                 |
| 4 listopada 2001 | Lanús – Belgrano Córdoba 0:0 |
| 4 listopada 2001 | Argentinos Juniors – Newell’s Old Boys Rosario 1:2 Carlos Daniel Cordone 3 – Maxi Rodríguez 52, Nicolás Pavlovich 69                                        |
| 4 listopada 2001 | Racing Club – Gimnasia y Esgrima La Plata 4:1 Carlos Maximiliano Estévez 13, José Chatruc 32, 58, Rafael Nazareno Maceratesi 61 – Guillermo Sanguinetti 45k |
| 4 listopada 2001 | River Plate – San Lorenzo de Almagro 2:2 Martín Cardetti 44, Maxi López 77 – Alberto Acosta 38, 50k                                                         |
| 4 listopada 2001 | Unión Santa Fe – Boca Juniors 2:2 Andrés San Martín 8, Daniel Tilger 46 – Ariel Carreño 78, Christian Giménez 85                                            |

### Apertura 13
| Data              | Mecz |
| ----------------- | --- |
| 9 listopada 2001  | Vélez Sársfield – Huracán 1:0 Federico Hernán Domínguez 20 |
| 10 listopada 2001 | Independiente – Talleres Córdoba 2:1 Matías Vuoso 13, Mariano Pernía 34 – Gabriel Fernando Roth 82                                                                                             |
| 10 listopada 2001 | Gimnasia y Esgrima La Plata – Chacarita Juniors 0:2 Silvio Carrario 30, Leonardo Óscar Más 90+2                                                                                                |
| 10 listopada 2001 | San Lorenzo de Almagro – Lanús 0:2 Santiago Hoyos 23, Diego Klimowicz 73 |
| 11 listopada 2001 | Nueva Chicago – Racing Club 4:4 Christian Gómez 27k, 29, Ariel Jesús 60, Julio César Serrano 86 – Juan Manuel Herbella 11s, José Chatruc 65, Rafael Nazareno Maceratesi 73, Leonardo Torres 81 |
| 11 listopada 2001 | Banfield – Unión Santa Fe 0:1 Daniel Tilger 19k |
| 11 listopada 2001 | Newell’s Old Boys Rosario – Rosario Central 1:1 Nicolás Pavlovich 51 – Hernán Fabián Encina 5                                                                                                  |
| 11 listopada 2001 | Belgrano Córdoba – Argentinos Juniors 2:2 Marcelo Goux 26, Matías Sebastián Arce 77 – Pablo De Muner 45, Carlos Alberto Yaqué 72                                                               |
| 11 listopada 2001 | Boca Juniors – Estudiantes La Plata 4:2 Walter Gaitán 8, Juan Román Riquelme 70, 83, Nicolás Burdisso 72 – Ernesto Farías 27, 58                                                               |
| 11 listopada 2001 | CA Colón – River Plate 1:0 Claudio Fernando Graf 86 |

### Apertura 14
| Data              | Mecz |
| ----------------- | --- |
| 16 listopada 2001 | Unión Santa Fe – Vélez Sársfield 0:1 Federico Hernán Domínguez 12                                                              |
| 16 listopada 2001 | Argentinos Juniors – San Lorenzo de Almagro 0:0                                                                                |
| 18 listopada 2001 | River Plate – Gimnasia y Esgrima La Plata 4:0 Martín Cardetti 13, 24k, Ariel Ortega 18, Eduardo Germán Coudet 83               |
| 18 listopada 2001 | Lanús – CA Colón 0:0 |
| 18 listopada 2001 | Rosario Central – Belgrano Córdoba 1:1 Daniel Quinteros 90+2 – Gabriel Luciano Meta 65                                         |
| 18 listopada 2001 | Talleres Córdoba – Newell’s Old Boys Rosario 1:2 Christian Hernán Manfredi 85 – Julio César Saldaña 30, Elvio Raúl Martínez 88 |
| 18 listopada 2001 | Huracán – Independiente 2:1 Derlis Francisco Soto 1, Carim Adippe 3 – Diego Forlán 88k                                         |
| 18 listopada 2001 | Estudiantes La Plata – Banfield 0:0                                                                                            |
| 18 listopada 2001 | Racing Club – Chacarita Juniors 1:0 Carlos Maximiliano Estévez 45k                                                             |
| 18 listopada 2001 | Nueva Chicago – Boca Juniors 1:2 Julián Kmet 33 – Jorge Daniel Martínez 13, Juan Román Riquelme 77                             |

### Apertura 15
| Data              | Mecz |
| ----------------- | --- |
| 1 listopada 2001  | Boca Juniors – Racing Club 3:1 Guillermo Barros Schelotto 26, Marcelo Delgado 60, Ariel Carreño 77 – Carlos Maximiliano Estévez 87k                       |
| 23 listopada 2001 | Independiente – Unión Santa Fe 2:2 Daniel Montenegro 6, Diego Forlán 90+3 – Nicolás Frutos 32, Emanuel Ruiz 53                                            |
| 24 listopada 2001 | Vélez Sársfield – Estudiantes La Plata 2:2 Roberto Nanni 25, Fabricio Fuentes 65 – Ernesto Farías 38, Fabricio Fuentes 44s                                |
| 24 listopada 2001 | Belgrano Córdoba – Talleres Córdoba 1:0 Sebastián Brusco 78                                                                                               |
| 25 listopada 2001 | Banfield – Nueva Chicago 2:0 Josemir Lujambio 1, Pablo del Río 84                                                                                         |
| 25 listopada 2001 | Gimnasia y Esgrima La Plata – Lanús 2:1 Mariano Messera 29, Claudio Enría 64 – Walter Gastón Coyette 68                                                   |
| 25 listopada 2001 | Newell’s Old Boys Rosario – Huracán 5:2 Nicolás Pavlovich 9k, 18, 41, Mauro Rosales 25, Guillermo Marino 90+2 – Hernán Leonel Buján 39, Emanuel Villa 84  |
| 25 listopada 2001 | Chacarita Juniors – River Plate 1:4 Carlos Alberto Moreno 55k – Mario Yepes 1, Martín Cardetti 27, Andrés D’Alessandro 39, 57                             |
| 25 listopada 2001 | CA Colón – Argentinos Juniors 2:3 Claudio Fernando Graf 9, Ariel Gustavo Pereyra 27 – Carlos Alberto Yaqué 24, Facundo Pérez Castro 72, Federico Insúa 82 |
| 25 listopada 2001 | San Lorenzo de Almagro – Rosario Central 1:0 Óscar Roberto Cornejo 55                                                                                     |

### Apertura 16
| Data              | Mecz |
| ----------------- | --- |
| 30 listopada 2001 | Estudiantes La Plata – Independiente 1:0 Ezequiel Maggiolo 90+3                                                                                  |
| 1 grudnia 2001    | Lanús – Chacarita Juniors 0:2 Carlos Alberto Moreno 10, Jorge Roberto Quinteros 84                                                               |
| 1 grudnia 2001    | Huracán – Belgrano Córdoba 0:0 |
| 1 grudnia 2001    | Talleres Córdoba – San Lorenzo de Almagro 1:3 Diego Héctor Garay 64 – Guillermo Daniel Rivarola 13k, Leonardo Rodríguez 62k, Lucio Filomeno 90+1 |
| 2 grudnia 2001    | Nueva Chicago – Vélez Sársfield 1:2 Ariel Jesús 29 – Federico Hernán Domínguez 77, Darío Fernando Husaín 84                                      |
| 2 grudnia 2001    | Argentinos Juniors – Gimnasia y Esgrima La Plata 1:1 Matías Ezequiel Mantilla 45 – Facundo Sava 43                                               |
| 2 grudnia 2001    | Unión Santa Fe – Newell’s Old Boys Rosario 0:0                                                                                                   |
| 2 grudnia 2001    | Racing Club – River Plate 1:1 Gerardo Bedoya 86 – Esteban Cambiasso 45                                                                           |
| 2 grudnia 2001    | Rosario Central – CA Colón 0:1 Martín Romagnoli 52                                                                                               |
| 2 grudnia 2001    | Boca Juniors – Banfield 0:1 Cristian Lucchetti 83k                                                                                               |

### Apertura 17
| Data           | Mecz |
| -------------- | --- |
| 7 grudnia 2001 | Independiente – Nueva Chicago 1:0 Andrés Silvera 8                                                                                           |
| 8 grudnia 2001 | Belgrano Córdoba – Unión Santa Fe 1:1 Julio César López 4 – Nicolás Frutos 90+2                                                              |
| 8 grudnia 2001 | CA Colón – Talleres Córdoba 3:0 Javier Delgado 26, Claudio Fernando Graf 80, Cristian Gastón Castillo 82                                     |
| 8 grudnia 2001 | Chacarita Juniors – Argentinos Juniors 0:1 Carlos Alberto Yaqué 45                                                                           |
| 9 grudnia 2001 | San Lorenzo de Almagro – Huracán 0:1 Emanuel Villa 54                                                                                        |
| 9 grudnia 2001 | Newell’s Old Boys Rosario – Estudiantes La Plata 1:2 Nicolás Pavlovich 73 – Ernesto Farías 7k, Roberto Fabián Pompei 70                      |
| 9 grudnia 2001 | Gimnasia y Esgrima La Plata – Rosario Central 2:2 Facundo Sava 33, Daniel Díaz 70s – Juan Antonio Pizzi 18, 71                               |
| 9 grudnia 2001 | River Plate – Lanús 4:0 Andrés D’Alessandro 4k, Esteban Cambiasso 6, Damián Álvarez 16, Martín Cardetti 63k                                  |
| 9 grudnia 2001 | Banfield – Racing Club 0:0 |
| 9 grudnia 2001 | Vélez Sársfield – Boca Juniors 2:2 Fabricio Fuentes 29, Darío Fernando Husaín 50 – Antonio Daniel Barijho 20, Guillermo Barros Schelotto 61k |

### Apertura 18
| Data            | Mecz |
| --------------- | --- |
| 14 grudnia 2001 | Banfield – Vélez Sársfield 1:1 Josemir Lujambio 81 – Emiliano Ariel Dudar 4 |
| 15 grudnia 2001 | Rosario Central – Chacarita Juniors 1:1 Juan Antonio Pizzi 83 – Leonardo Óscar Más 9 |
| 15 grudnia 2001 | Huracán – CA Colón 0:1 Darío Alberto Gigena 39k |
| 15 grudnia 2001 | Estudiantes La Plata – Belgrano Córdoba 2:0 Ezequiel Maggiolo 56, 75 |
| 15 grudnia 2001 | Unión Santa Fe – San Lorenzo de Almagro 1:2 Cristián David Wernly 47 – Guillermo Daniel Rivarola 34k, Julio Maximiliano Bevacqua 80                                                            |
| 16 grudnia 2001 | Boca Juniors – Independiente 5:3 Antonio Daniel Barijho 11, Rolando Schiavi 13, Juan Román Riquelme 41, 87, Guillermo Barros Schelotto 52 – Matías Vuoso 32, Juan Eluchans 71, Diego Forlán 81 |
| 16 grudnia 2001 | Nueva Chicago – Newell’s Old Boys Rosario 3:2 Ariel Jesús 23, Christian Gómez 72, Martín Roberto Mandra 90+1 – Mauro Rosales 59, Germán Real 67                                                |
| 16 grudnia 2001 | Talleres Córdoba – Gimnasia y Esgrima La Plata 4:1 Mariano Fabián Monrroy 30, César Osvaldo La Paglia 40, 60k, Diego Héctor Garay 57 – Facundo Sava 50                                         |
| 16 grudnia 2001 | Argentinos Juniors – River Plate 1:3 Carlos Alberto Yaqué 41 – Ariel Ortega 27, Mario Yepes 72, Fernando Cavenaghi 90                                                                          |
| 16 grudnia 2001 | Racing Club – Lanús 2:0 Rafael Nazareno Maceratesi 26, José Chatruc 90+2 |

### Apertura 19
| Data            | Mecz |
| --------------- | --- |
| 27 grudnia 2001 | Vélez Sársfield – Racing Club 1:1 Mariano Chirumbolo 78 – Gabriel Alejandro Loeschbor 54                                                      |
| 27 grudnia 2001 | River Plate – Rosario Central 6:1 Martín Cardetti 42, 49, 54k, Guillermo Pereyra 42, Ariel Ortega 59, Damián Álvarez 85 – Luciano de Bruno 20 |
| 1 lutego 2002   | Chacarita Juniors – Talleres Córdoba 0:1 César Osvaldo La Paglia 44k                                                                          |
| 2 lutego 2002   | San Lorenzo de Almagro – Estudiantes La Plata 2:2 Guillermo Franco 59, Lucio Filomeno 78 – Ezequiel Maggiolo 27, Pablo Javier Quatrocchi 71   |
| 3 lutego 2002   | CA Colón – Unión Santa Fe 0:0 |
| 3 lutego 2002   | Gimnasia y Esgrima La Plata – Huracán 2:2 Claudio Enría 49, Gonzalo Choy González 67 – Emanuel de Porras 36, Sebastián Darío Morquio 90+2     |
| 3 lutego 2002   | Lanús – Argentinos Juniors 1:0 Mauricio Martín Romero 21                                                                                      |
| 5 lutego 2002   | Independiente – Banfield 0:3 Josemir Lujambio 23, 43, Sebastián Andrés Bueno 82                                                               |
| 5 lutego 2002   | Newell’s Old Boys Rosario – Boca Juniors 2:2 Fernando Javier Crosa 10, Maxi Rodríguez 57 – Walter Gaitán 9, Ariel Carreño 45                  |
| 5 lutego 2002   | Belgrano Córdoba – Nueva Chicago 1:2 Mauro Iván Óbolo 82 – Ariel Jesús 36, Martín Roberto Mandra 90                                           |

### Tabela końcowa Apertura 2001/02
| Poz | Klub                            | Mecze | Zw | Rem | Por | Pkt | BrZd | BrStr |
| --- | ------------------------------- | ----- | -- | --- | --- | --- | ---- | ----- |
| 1   | Racing Club de Avellaneda       | 19    | 12 | 6   | 1   | 42  | 34   | 17    |
| 2   | River Plate                     | 19    | 12 | 5   | 2   | 41  | 51   | 16    |
| 3   | Boca Juniors                    | 19    | 9  | 6   | 4   | 33  | 41   | 27    |
| 4   | CA Colón                        | 19    | 8  | 8   | 3   | 32  | 24   | 16    |
| 5   | San Lorenzo de Almagro          | 19    | 8  | 7   | 4   | 31  | 28   | 22    |
| 6   | Estudiantes La Plata            | 19    | 7  | 6   | 6   | 27  | 27   | 28    |
| 7   | Gimnasia y Esgrima La Plata     | 19    | 7  | 6   | 6   | 27  | 30   | 35    |
| 8   | Chacarita Juniors               | 19    | 6  | 8   | 5   | 26  | 28   | 24    |
| 9   | Belgrano Córdoba                | 19    | 6  | 8   | 5   | 26  | 17   | 18    |
| 10  | CA Independiente                | 19    | 7  | 5   | 7   | 26  | 26   | 28    |
| 11  | Argentinos Juniors Buenos Aires | 19    | 7  | 4   | 8   | 25  | 22   | 27    |
| 12  | CA Lanús                        | 19    | 7  | 4   | 8   | 25  | 21   | 28    |
| 13  | Nueva Chicago Buenos Aires      | 19    | 7  | 3   | 9   | 24  | 26   | 33    |
| 14  | Newell’s Old Boys Rosario       | 19    | 6  | 5   | 8   | 23  | 29   | 28    |
| 15  | CA Vélez Sarsfield              | 19    | 5  | 7   | 7   | 22  | 27   | 30    |
| 16  | Rosario Central                 | 19    | 5  | 5   | 9   | 20  | 18   | 26    |
| 17  | Unión Santa Fe                  | 19    | 3  | 9   | 7   | 18  | 23   | 25    |
| 18  | CA Banfield                     | 19    | 4  | 6   | 9   | 18  | 16   | 24    |
| 19  | CA Huracán                      | 19    | 3  | 5   | 11  | 14  | 22   | 39    |
| 20  | Talleres Córdoba                | 19    | 4  | 1   | 14  | 13  | 18   | 37    |

### Klasyfikacja strzelców bramek
| Gole | Piłkarz           | Klub                        |
| ---- | ----------------- | --------------------------- |
| 17   | Martín Cardetti   | River Plate                 |
| 11   | Diego Forlán      | CA Independiente            |
| 11   | Facundo Sava      | Gimnasia y Esgrima La Plata |
| 10   | Ernesto Farías    | Estudiantes La Plata        |
| 9    | Esteban Cambiasso | River Plate                 |
| 13   | Ariel Jesús       | Nueva Chicago Buenos Aires  |

### Tablica spadkowa na koniec turnieju Apertura 2001/02
Tabela ma jedynie charakter orientacyjny. Dopiero stan tej tabeli na koniec turnieju Clausura zadecyduje, które z zespołów spadną do drugiej ligi, a które zagrają o utrzymanie się w lidze w barażach. Można z tej tabeli odczytać, które z drużyn przed turniejem Clausura były szczególnie zagrożone spadkiem.
| Poz | Klub                            | 2003/04 pkt/m | 2004/05 pkt/m | 2005/06 pkt/m | Razem pkt/mecze | Średnia |
| --- | ------------------------------- | ------------- | ------------- | ------------- | --------------- | ------- |
| 1   | River Plate                     | 86/38         | 78/38         | 41/19         | 205/95          | 2.1759  |
| 2   | Boca Juniors                    | 74/38         | 71/38         | 33/19         | 178/95          | 1.8737  |
| 3   | San Lorenzo de Almagro          | 69/38         | 81/38         | 31/19         | 150/95          | 1.5789  |
| 4   | CA Vélez Sarsfield              | 61/38         | 56/38         | 22/19         | 139/95          | 1.4632  |
| 5   | CA Colón                        | 55/38         | 49/38         | 32/19         | 136/95          | 1.4316  |
| 6   | Talleres Córdoba                | 58/38         | 61/38         | 13/19         | 132/95          | 1.3895  |
| 7   | Gimnasia y Esgrima La Plata     | 49/38         | 55/38         | 27/19         | 131/95          | 1.3789  |
| 8   | CA Independiente                | 61/38         | 42/38         | 26/19         | 129/95          | 1.3579  |
| 9   | Chacarita Juniors               | 45/38         | 56/38         | 26/19         | 127/95          | 1.3368  |
| 10  | Rosario Central                 | 66/38         | 41/38         | 20/19         | 127/95          | 1.3368  |
| 11  | Racing Club de Avellaneda       | 45/38         | 40/38         | 42/19         | 127/95          | 1.3368  |
| 12  | Newell’s Old Boys Rosario       | 55/38         | 48/38         | 23/19         | 126/95          | 1.3263  |
| 13  | Estudiantes La Plata            | 39/38         | 56/38         | 27/19         | 122/95          | 1.2842  |
| 14  | Nueva Chicago Buenos Aires      | 0/0           | 0/0           | 24/19         | 24/19           | 1.2632  |
| 15  | CA Lanús                        | 48/38         | 43/38         | 25/19         | 116/95          | 1.2211  |
| 16  | CA Huracán                      | 0/0           | 55/38         | 14/19         | 69/57           | 1.2105  |
| 17  | Unión Santa Fe                  | 50/38         | 46/38         | 18/19         | 114/95          | 1.2000  |
| 18  | Argentinos Juniors Buenos Aires | 38/38         | 43/38         | 25/38         | 197/95          | 1.1263  |
| 19  | Belgrano Córdoba                | 39/38         | 37/38         | 26/38         | 102/95          | 1.0737  |
| 20  | CA Banfield                     | 0/0           | 0/0           | 18/38         | 18/19           | 0.9474  |

## Torneo Clausura 2001/02

### Clausura 1
| Data           | Mecz |
| -------------- | --- |
| 8 lutego 2002  | Argentinos Juniors – Racing Club 2:2 Carlos Daniel Cordone 8, Gonzalo Hugo Bidal 12 – Francisco Diego Maciel 3, Diego Milito 62                                             |
| 9 lutego 2002  | CA Colón – Estudiantes La Plata 3:0 Ariel Gustavo Pereyra 26, Javier Delgado 68, Rodolfo Aquino 85                                                                          |
| 9 lutego 2002  | San Lorenzo de Almagro – Nueva Chicago 4:2 Alberto Acosta 5, Lucas Andrés Pusineri 67, Juan José Serrizuela 71, Guillermo Franco 82 – Ariel Jesús 1, Óscar Armando Gómez 19 |
| 10 lutego 2002 | Lanús – Rosario Central 0:0 |
| 10 lutego 2002 | River Plate – Talleres Córdoba 3:1 Fernando Cavenaghi 22, Ariel Ortega 87k, 89 – Federico Antonio Astudillo 43                                                              |
| 10 lutego 2002 | Chacarita Juniors – Huracán 0:2 Sebastián Darío Morquio 67, Emanuel Villa 82                                                                                                |
| 10 lutego 2002 | Gimnasia y Esgrima La Plata – Unión Santa Fe 3:2 Federico Ezequiel Turienzo 53, 75, Esteban Nicolás González 63 – Gustavo Enrique Reggi 20k, Norberto Antonio Fernández 26  |
| 10 lutego 2002 | Independiente – Vélez Sársfield 0:3 Eduardo Rodrigo Domínguez 25, Leandro Gracián 39, Martín Hidalgo 71                                                                     |
| 10 lutego 2002 | Newell’s Old Boys Rosario – Banfield 0:3 Josemir Lujambio 29, 60, 90+2 |
| 10 lutego 2002 | Belgrano Córdoba – Boca Juniors 2:3 Mauro Iván Óbolo 22, Sebastián Brusco 81k – Diego Sebastián Crosa 44, Sebastián Battaglia 59, Ariel Carreño 62                          |

### Clausura 2
| Data           | Mecz |
| -------------- | --- |
| 15 lutego 2002 | Vélez Sársfield – Newell’s Old Boys Rosario 2:2 Leandro Gracián 43, Guillermo Carlos Morigi 79 – Maxi Rodríguez 47, 81                                    |
| 16 lutego 2002 | Nueva Chicago – CA Colón 1:0 Ariel Jesús 36 |
| 16 lutego 2002 | Banfield – Belgrano Córdoba 0:1 Mauro Iván Óbolo 77 |
| 16 lutego 2002 | Unión Santa Fe – Chacarita Juniors 2:2 Nicolás Frutos 5, Gustavo Daniel Raggio 75 – Jorge Arnaldo Torales 37, Jorge Roberto Quinteros 58                  |
| 17 lutego 2002 | Talleres Córdoba – Lanús 2:0 Eduardo Alberto Escobar 9, Mariano Fabián Monrroy 61                                                                         |
| 17 lutego 2002 | Rosario Central – Argentinos Juniors 2:1 Daniel Díaz 28, Luciano Figueroa 68 – Gastón Ricardo Liendo 18                                                   |
| 17 lutego 2002 | Boca Juniors – San Lorenzo de Almagro 0:0 |
| 17 lutego 2002 | Estudiantes La Plata – Gimnasia y Esgrima La Plata 3:2 Pablo Javier Quatrocchi 27, 90+1, Roberto Fabián Pompei 51 – Mariano Messera 16, Facundo Sava 90+4 |
| 17 lutego 2002 | Racing Club – Independiente 1:2 Gerardo Bedoya 87 – Matías Vuoso 16k, Andrés Silvera 81                                                                   |
| 17 lutego 2002 | Huracán – River Plate 0:4 Ariel Ortega 45k, Fernando Cavenaghi 50, 52, Andrés D’Alessandro 59                                                             |

### Clausura 3
| Data           | Mecz |
| -------------- | --- |
| 19 lutego 2002 | Lanús – Huracán 2:0 Ricardo Hernán Pagés 2, Diego Daniel Bustos 82                                                                                                   |
| 19 lutego 2002 | San Lorenzo de Almagro – Banfield 2:0 Alberto Acosta 80, 86k |
| 19 lutego 2002 | Belgrano Córdoba – Vélez Sársfield 2:1 Mauro Iván Óbolo 4, Sebastián Brusco 66 – Fabricio Fuentes 45                                                                 |
| 19 lutego 2002 | River Plate – Unión Santa Fe 6:0 Ariel Ortega 21, 37, 42k, 82, Fernando Cavenaghi 62, 71                                                                             |
| 19 lutego 2002 | CA Colón – Boca Juniors 1:3 Javier Delgado 39 – Juan Román Riquelme 22, Marcelo Delgado 29, Guillermo Barros Schelotto 78k                                           |
| 19 lutego 2002 | Newell’s Old Boys Rosario – Independiente 3:2 Luciano Germán Vella 44, Gustavo Enrique Dueña 63, Elvio Raúl Martínez 79 – José Luis Zelaye 15, Pablo Alberto Cuba 23 |
| 19 lutego 2002 | Gimnasia y Esgrima La Plata – Nueva Chicago 2:0 Facundo Sava 16, Andrés David Madrid 84                                                                              |
| 19 lutego 2002 | Argentinos Juniors – Talleres Córdoba 1:0 Gastón Ricardo Liendo 57                                                                                                   |
| 19 lutego 2002 | Chacarita Juniors – Estudiantes La Plata 2:1 Mariano Mignini 18, Jorge Roberto Quinteros 90+1 – Ernesto Farías 13k                                                   |
| 6 marca 2002   | Racing Club – Rosario Central 1:0 Gustavo Rubén Arce 17 |

### Clausura 4
| Data           | Mecz |
| -------------- | --- |
| 22 lutego 2002 | Vélez Sársfield – San Lorenzo de Almagro 2:1 Roberto Nanni 44, 63 – Alberto Acosta 41                                    |
| 23 lutego 2002 | Huracán – Argentinos Juniors 3:0 Alberto Javier Godoy 3, Daniel Montenegro 45, 74                                        |
| 24 lutego 2002 | Unión Santa Fe – Lanús 2:1 Emanuel Ruiz 36, Gustavo Daniel Raggio 52 – Ariel Maximiliano López 41                        |
| 24 lutego 2002 | Newell’s Old Boys Rosario – Racing Club 3:1 Leonardo Ponzio 13, Lisandro Sacripanti 70, 85 – Diego Milito 32             |
| 24 lutego 2002 | Talleres Córdoba – Rosario Central 2:1 Pedro Rafael Ojeda 12, Cristian Miguel Pino 72 – Leonardo Talamonti 56            |
| 24 lutego 2002 | Independiente – Belgrano Córdoba 2:0 Claudio Daniel González 83, Federico Insúa 85                                       |
| 24 lutego 2002 | Banfield – CA Colón 2:1 Josemir Lujambio 25, 84k – Ariel Gustavo Pereyra 2                                               |
| 24 lutego 2002 | Estudiantes La Plata – River Plate 2:3 Pablo Javier Quatrocchi 30, Martín Demichelis 89s – Fernando Cavenaghi 53, 54, 63 |
| 24 lutego 2002 | Boca Juniors – Gimnasia y Esgrima La Plata 1:1 Juan Román Riquelme 85 – Claudio Enría 30                                 |
| 13 marca 2002  | Nueva Chicago – Chacarita Juniors 1:1 Facundo Martín Argüello 90+2 – Eduardo Bustos Montoya 8                            |

### Clausura 5
| Data         | Mecz                                                                                        |
| ------------ | ------------------------------------------------------------------------------------------- |
| 1 marca 2002 | Racing Club – Talleres Córdoba 3:0 Carlos Maximiliano Estévez 34, 59, Gustavo Rubén Arce 66 |
| 2 marca 2002 | CA Colón – Vélez Sársfield 1:1 Cristián Gastón Zermattén 53 – Federico Hernán Domínguez 25  |
| 2 marca 2002 | Argentinos Juniors – Unión Santa Fe 1:1 Nicolás Diego Martelli 85 – Emanuel Ruiz 66         |
| 2 marca 2002 | San Lorenzo de Almagro – Independiente 0:1 Federico Insúa 17                                |
| 3 marca 2002 | Gimnasia y Esgrima La Plata – Banfield 1:1 Claudio Enría 42 – Jésus Sinisterra 18           |
| 3 marca 2002 | Belgrano Córdoba – Newell’s Old Boys Rosario 0:1 Maxi Rodríguez 45                          |
| 3 marca 2002 | Rosario Central – Huracán 0:2 Alberto Javier Godoy 84, Daniel Montenegro 90+2               |
| 3 marca 2002 | Lanús – Estudiantes La Plata 1:1 Gonzalo Belloso 61 – Ernesto Farías 13                     |
| 3 marca 2002 | Chacarita Juniors – Boca Juniors 1:1 Leonardo Óscar Más 75 – Christian Giménez 39           |
| 3 marca 2002 | River Plate – Nueva Chicago 0:0                                                             |

### Clausura 6
| Data          | Mecz |
| ------------- | --- |
| 8 marca 2002  | Independiente – CA Colón 0:1 Claudio Fernando Graf 39k |
| 9 marca 2002  | Huracán – Talleres Córdoba 0:1 César Osvaldo La Paglia 51 |
| 9 marca 2002  | Newell’s Old Boys Rosario – San Lorenzo de Almagro 1:4 Lisandro Sacripanti 67 – Claudio Romualdo Sarría 9, Lucas Andrés Pusineri 51, Guillermo Franco 80, Alberto Acosta 89 |
| 9 marca 2002  | Vélez Sársfield – Gimnasia y Esgrima La Plata 1:2 Fabricio Fuentes 47 – Claudio Enría 31, Mariano Messera 35                                                                |
| 10 marca 2002 | Banfield – Chacarita Juniors 1:0 Josemir Lujambio 11 |
| 10 marca 2002 | Nueva Chicago – Lanús 1:1 Óscar Armando Gómez 74 – Gonzalo Belloso 70 |
| 10 marca 2002 | Estudiantes La Plata – Argentinos Juniors 2:1 Rodrigo Daniel Astudillo 84, Ernesto Farías 90+2 – Raúl Alejandro Sanzotti 45k                                                |
| 10 marca 2002 | Boca Juniors – River Plate 0:3 Esteban Cambiasso 26, Eduardo Germán Coudet 41, Ricardo Ismael Rojas 78                                                                      |
| 10 marca 2002 | Unión Santa Fe – Rosario Central 3:1 Norberto Antonio Fernández 38, Nicolás Frutos 71, Rubén Óscar Capria 81 – Pablo Andrés Sánchez 50                                      |
| 10 marca 2002 | Belgrano Córdoba – Racing Club 0:1 José Chatruc 70 |

### Clausura 7
| Data          | Mecz |
| ------------- | --- |
| 15 marca 2002 | San Lorenzo de Almagro – Belgrano Córdoba 0:0                                                                     |
| 16 marca 2002 | Chacarita Juniors – Vélez Sársfield 1:1 Carlos Alberto Moreno 42k – Federico Hernán Domínguez 74k                 |
| 16 marca 2002 | CA Colón – Newell’s Old Boys Rosario 2:2 Rodolfo Aquino 21, Diego Castagno Suárez 76 – Lisandro Sacripanti 20, 45 |
| 16 marca 2002 | Racing Club – Huracán 2:1 Carlos Maximiliano Estévez 53, José Chatruc 70 – Alberto Javier Godoy 59                |
| 17 marca 2002 | Argentinos Juniors – Nueva Chicago 1:1 Carlos Daniel Cordone 28 – Martín Roberto Mandra 12                        |
| 17 marca 2002 | Gimnasia y Esgrima La Plata – Independiente 2:1 Facundo Sava 26k, Jorge Héctor San Esteban 62 – Matías Vuoso 40   |
| 17 marca 2002 | Talleres Córdoba – Unión Santa Fe 1:0 Julián Edgardo Maidana 78k                                                  |
| 17 marca 2002 | River Plate – Banfield 0:0                                                                                        |
| 17 marca 2002 | Rosario Central – Estudiantes La Plata 2:0 Federico Arias 81k, Paulo Ferrari 90                                   |
| 17 marca 2002 | Lanús – Boca Juniors 1:0 Rodrigo Mannara 51                                                                       |

### Clausura 8
| Data          | Mecz |
| ------------- | --- |
| 22 marca 2002 | Independiente – Chacarita Juniors 1:3 Rubén Gastón Galván 43 – Eduardo Bustos Montoya 12, Miguel Ángel Sebastián Romero 19, Mariano Mignini 25 |
| 23 marca 2002 | Nueva Chicago – Rosario Central 0:1 Luciano de Bruno 81                                                                                        |
| 23 marca 2002 | San Lorenzo de Almagro – Racing Club 0:1 Carlos Maximiliano Estévez 42                                                                         |
| 23 marca 2002 | Unión Santa Fe – Huracán 0:1 Lucho González 59                                                                                                 |
| 23 marca 2002 | Belgrano Córdoba – CA Colón 0:1 Javier Delgado 36                                                                                              |
| 23 marca 2002 | Newell’s Old Boys Rosario – Gimnasia y Esgrima La Plata 0:1 Claudio Enría 90+1                                                                 |
| 24 marca 2002 | Estudiantes La Plata – Talleres Córdoba 4:0 Alejandro Osorio 33, Ezequiel Maggiolo 36, 85, Ernesto Farías 72                                   |
| 24 marca 2002 | Banfield – Lanús 2:2 Josemir Lujambio, Walter Adrián Jiménez – Gonzalo Belloso, Diego Daniel Bustos                                            |
| 24 marca 2002 | Vélez Sársfield – River Plate 0:1 Andrés D’Alessandro                                                                                          |
| 24 marca 2002 | Boca Juniors – Argentinos Juniors 3:2 Héctor Bracamonte 14, 17, Sebastián Battaglia 83 – Daniel Tílger 40, Carlos Daniel Cordone 50            |

### Clausura 9
| Data          | Mecz |
| ------------- | --- |
| 26 marca 2002 | Racing Club – Unión Santa Fe 0:0 |
| 27 marca 2002 | River Plate – Independiente 1:0 José Luis Zelaye 11s |
| 27 marca 2002 | Rosario Central – Boca Juniors 1:3 Germán Ezequiel Rivarola 79 – Héctor Bracamonte 7, 56, Rolando Schiavi 11                                                                     |
| 27 marca 2002 | Talleres Córdoba – Nueva Chicago 0:1 Adrián Hernán Barbona 42 |
| 27 marca 2002 | Argentinos Juniors – Banfield 2:1 Carlos Daniel Cordone 11, Daniel Tílger 43 – Sebastián Andrés Bueno 77                                                                         |
| 27 marca 2002 | Lanús – Vélez Sársfield 1:1 Cristian Osvaldo Álvarez 56 – Lucas Valdemarín 37 |
| 27 marca 2002 | Chacarita Juniors – Newell’s Old Boys Rosario 2:1 Mariano Mignini 50, Jorge Roberto Quinteros 83 – Rubén Darío Gigena 33                                                         |
| 27 marca 2002 | Gimnasia y Esgrima La Plata – Belgrano Córdoba 4:3 Facundo Sava 32, 62, 74k, Esteban Nicolás González 60 – Gustavo Bordicio 6, Darío Jesús Zárate 24, Matías Sebastián Arce 90+2 |
| 27 marca 2002 | CA Colón – San Lorenzo de Almagro 0:1 Pablo Michelini 90+2 |
| 28 marca 2002 | Huracán – Estudiantes La Plata 1:6 Carim Adippe 1 – Ernesto Farías 12, 13, 41, Pablo Javier Quatrocchi 34, Ezequiel Maggiolo 56, 85                                              |

### Clausura 10
| Data          | Mecz |
| ------------- | --- |
| 29 marca 2002 | CA Colón – Racing Club 2:0 César Andrés Carignano 59, Ariel Gustavo Pereyra 90+3k                                                                                         |
| 30 marca 2002 | Banfield – Rosario Central 2:1 Pablo Víctor Lezcano 63, Josemir Lujambio 78 – Luciano Figueroa 35                                                                         |
| 30 marca 2002 | Vélez Sársfield – Argentinos Juniors 0:1 Gastón Ricardo Liendo 32 |
| 30 marca 2002 | Independiente – Lanús 1:1 Ezequiel Carboni 90s – Silvio Augusto González 46                                                                                               |
| 31 marca 2002 | Nueva Chicago – Huracán 0:4 Daniel Montenegro 23, 45, 68, Lucho González 44                                                                                               |
| 31 marca 2002 | Estudiantes La Plata – Unión Santa Fe 3:2 Ernesto Farías 49, 62, Ezequiel Maggiolo 53 – Gustavo Daniel Raggio 4, Fernando Ortiz 56                                        |
| 31 marca 2002 | San Lorenzo de Almagro – Gimnasia y Esgrima La Plata 3:3 Gonzalo Rodríguez 29, Alberto Acosta 54, Julio Maximiliano Bevacqua 73 – Facundo Sava 39, 52, Mariano Messera 75 |
| 31 marca 2002 | Belgrano Córdoba – Chacarita Juniors 1:0 Sebastián Brusco 77 |
| 31 marca 2002 | Boca Juniors – Talleres Córdoba 1:0 Rolando Schiavi 62 |
| 31 marca 2002 | Newell’s Old Boys Rosario – River Plate 1:0 Maxi Rodríguez 37 |

### Clausura 11
| Data            | Mecz |
| --------------- | --- |
| 2 kwietnia 2002 | Argentinos Juniors – Independiente 1:0 Diego Luis Cogliandro 71                                              |
| 2 kwietnia 2002 | Rosario Central – Vélez Sársfield 0:3 Emanuel Adrián Centurión 43, Leandro Gracián 61, Lucas Valdemarín 90+2 |
| 3 kwietnia 2002 | River Plate – Belgrano Córdoba 2:1 Esteban Cambiasso 30, Andrés D’Alessandro 39k – Mauro Iván Óbolo 50       |
| 3 kwietnia 2002 | Talleres Córdoba – Banfield 1:2 Federico Antonio Astudillo 90+3 – Josemir Lujambio 63, José Luis Sánchez 84k |
| 3 kwietnia 2002 | Huracán – Boca Juniors 0:2 Ariel Carreño 20, Héctor Bracamonte 86                                            |
| 3 kwietnia 2002 | Unión Santa Fe – Nueva Chicago 0:2 Christian Gómez 24, Juan Manuel Herbella 71                               |
| 3 kwietnia 2002 | Lanús – Newell’s Old Boys Rosario 1:0 Silvio Augusto González 22                                             |
| 3 kwietnia 2002 | Chacarita Juniors – San Lorenzo de Almagro 0:1 Leonardo Di Lorenzo 80                                        |
| 3 kwietnia 2002 | Gimnasia y Esgrima La Plata – CA Colón 1:0 Claudio Enría 84                                                  |
| 3 kwietnia 2002 | Racing Club – Estudiantes La Plata 0:0                                                                       |

### Clausura 12
| Data            | Mecz |
| --------------- | --- |
| 5 kwietnia 2002 | Banfield – Huracán 0:0 |
| 6 kwietnia 2002 | Vélez Sársfield – Talleres Córdoba 2:0 Roberto Nanni 5, Emiliano Ariel Dudar 42                                                                                  |
| 6 kwietnia 2002 | Independiente – Rosario Central 1:4 Matías Vuoso 44 – Luciano Figueroa 6, 19, Javier Iván Cappelletti 81, César Fabián Delgado 85                                |
| 7 kwietnia 2002 | CA Colón – Chacarita Juniors 1:1 César Andrés Carignano 25 – Eduardo Bustos Montoya 88                                                                           |
| 7 kwietnia 2002 | Belgrano Córdoba – Lanús 1:0 Mauro Iván Óbolo 45 |
| 7 kwietnia 2002 | Nueva Chicago – Estudiantes La Plata 1:0 Leonel Héctor Martens 31                                                                                                |
| 7 kwietnia 2002 | Newell’s Old Boys Rosario – Argentinos Juniors 2:1 Lisandro Sacripanti 34, Luciano Germán Vella 90+1 – Fabián Alberto Garfagnoli 36                              |
| 7 kwietnia 2002 | Gimnasia y Esgrima La Plata – Racing Club 2:3 Claudio Enría 55, Jorge Héctor San Esteban 90+3 – Diego Milito 13, Carlos Maximiliano Estévez 37k, José Chatruc 50 |
| 7 kwietnia 2002 | San Lorenzo de Almagro – River Plate 0:0 |
| 7 kwietnia 2002 | Boca Juniors – Unión Santa Fe 3:0 Marcelo Delgado 7, Héctor Bracamonte 34, Juan Román Riquelme 60                                                                |

### Clausura 13
| Data             | Mecz |
| ---------------- | --- |
| 12 kwietnia 2002 | Lanús – San Lorenzo de Almagro 2:2 Rodrigo Mannara 16, Gonzalo Belloso 90+5 – Walter Erviti 18, Lucas Andrés Pusineri 33 |
| 13 kwietnia 2002 | Unión Santa Fe – Banfield 0:2 José Luis Sánchez 73k, Josemir Lujambio 90+4                                               |
| 13 kwietnia 2002 | Talleres Córdoba – Independiente 0:0                                                                                     |
| 13 kwietnia 2002 | Argentinos Juniors – Belgrano Córdoba 1:2 Gastón Ricardo Liendo 73 – Darío Jesús Zárate 35, Gustavo Bordicio 80          |
| 13 kwietnia 2002 | Huracán – Vélez Sársfield 1:0 Daniel Montenegro 90+2k                                                                    |
| 14 kwietnia 2002 | Racing Club – Nueva Chicago 1:0 Adrián Jesús Bastía 1                                                                    |
| 14 kwietnia 2002 | Rosario Central – Newell’s Old Boys Rosario 0:0                                                                          |
| 14 kwietnia 2002 | Chacarita Juniors – Gimnasia y Esgrima La Plata 0:1 Facundo Sava 26                                                      |
| 14 kwietnia 2002 | Estudiantes La Plata – Boca Juniors 0:1 Sebastián Battaglia 79                                                           |
| 14 kwietnia 2002 | River Plate – CA Colón 4:2 Fernando Cavenaghi 12, 47, Ariel Ortega 51, 89 – Javier Delgado 25, Diego Castagno Suárez 69  |

### Clausura 14
| Data             | Mecz |
| ---------------- | --- |
| 16 kwietnia 2002 | San Lorenzo de Almagro – Argentinos Juniors 0:1 Carlos Daniel Cordone 42k mecz przerwany w 48 minucie z powodu ulewy mecz dokończono 24 kwietnia 2002                   |
| 16 kwietnia 2002 | Independiente – Huracán 0:4 Daniel Montenegro 3, 45, Lucho González 15, Fernando Daniel Moner 35 mecz przerwany w 61 minucie z powodu incydentów, wynik meczu zachowano |
| 17 kwietnia 2002 | Boca Juniors – Nueva Chicago 0:0 |
| 17 kwietnia 2002 | Gimnasia y Esgrima La Plata – River Plate 0:1 Fernando Cavenaghi 85 mecz przerwany w 89 minucie z powodu incydentów wynik meczu zachowano                               |
| 17 kwietnia 2002 | CA Colón – Lanús 2:1 Claudio Fernando Graf 52, 73 – Gonzalo Belloso 18                                                                                                  |
| 17 kwietnia 2002 | Chacarita Juniors – Racing Club 1:1 Carlos Alberto Moreno 47 – Diego Milito 90+1                                                                                        |
| 17 kwietnia 2002 | Belgrano Córdoba – Rosario Central 1:1 Matías Sebastián Arce 87 – Emiliano Papa 4                                                                                       |
| 17 kwietnia 2002 | Newell’s Old Boys Rosario – Talleres Córdoba 3:0 Cristian Edgardo Domizi 24, Maxi Rodríguez 76, 87                                                                      |
| 17 kwietnia 2002 | Vélez Sársfield – Unión Santa Fe 1:1 Roberto Nanni 63 – Guillermo Pablo Israilevich 74                                                                                  |
| 17 kwietnia 2002 | Banfield – Estudiantes La Plata 2:2 Walter Adrián Jiménez 40, Pablo Víctor Lezcano 50 – Pablo Javier Quatrocchi 18, Ernesto Farías 52                                   |
| 24 kwietnia 2002 | San Lorenzo de Almagro – Argentinos Juniors 1:1 Guillermo Franco 73 – Carlos Daniel Cordone 42k rozegrano pozostałe 42 minuty meczu z 16 kwietnia 2002                  |

### Clausura 15
| Data             | Mecz |
| ---------------- | --- |
| 19 kwietnia 2002 | Estudiantes La Plata – Vélez Sársfield 3:2 Mauricio Hugo Piersimone 66, Hugo Pavone 70, Ernesto Farías 82 – Roberto Nanni 9, Darío Fernando Husaín 49 |
| 20 kwietnia 2002 | Huracán – Newell’s Old Boys Rosario 0:2 Lisandro Sacripanti 40, Rubén Darío Gigena 50                                                                 |
| 20 kwietnia 2002 | Lanús – Gimnasia y Esgrima La Plata 0:2 Facundo Sava 29, 57k                                                                                          |
| 20 kwietnia 2002 | Rosario Central – San Lorenzo de Almagro 0:0 |
| 20 kwietnia 2002 | Racing Club – Boca Juniors 2:0 walkower Diego Milito 36, 63 – César Alberto González 40 mecz przerwany w 89 minucie z powodu incydentów               |
| 20 kwietnia 2002 | Nueva Chicago – Banfield 2:0 Christian Gómez 31k, 49                                                                                                  |
| 20 kwietnia 2002 | Unión Santa Fe – Independiente 0:0 |
| 20 kwietnia 2002 | Talleres Córdoba – Belgrano Córdoba 3:1 Federico Antonio Astudillo 34, Eduardo Alberto Escobar 51, 82 – Darío Jesús Zárate 81                         |
| 20 kwietnia 2002 | Argentinos Juniors – CA Colón 0:0 |
| 20 kwietnia 2002 | River Plate – Chacarita Juniors 2:2 Claudio Husaín 53, Eduardo Germán Coudet 72 – Ariel Javier Rosada 17, 86                                          |

### Clausura 16
| Data             | Mecz |
| ---------------- | --- |
| 27 kwietnia 2002 | San Lorenzo de Almagro – Talleres Córdoba 3:1 Lucas Andrés Pusineri 18, Diego Raúl Capria 85, Sebastián Saja 90+2k – Eduardo Alberto Escobar 87                           |
| 28 kwietnia 2002 | CA Colón – Rosario Central 2:2 César Andrés Carignano 57, Claudio Fernando Graf 81 – Luciano Figueroa 69, Pablo Andrés Sánchez 84                                         |
| 28 kwietnia 2002 | Belgrano Córdoba – Huracán 0:1 Emanuel Villa 53 |
| 28 kwietnia 2002 | Independiente – Estudiantes La Plata 0:0 |
| 29 kwietnia 2002 | Banfield – Boca Juniors 1:0 Walter Adrián Jiménez 30 |
| 29 kwietnia 2002 | Vélez Sársfield – Nueva Chicago 2:1 Roberto Nanni 57, Darío Fernando Husaín 80 – Julián Kmet 45                                                                           |
| 29 kwietnia 2002 | Chacarita Juniors – Lanús 1:1 Javier Pinola 73 – Gonzalo Belloso 63 |
| 29 kwietnia 2002 | Gimnasia y Esgrima La Plata – Argentinos Juniors 3:0 Facundo Sava 21, Mariano Messera 60, 64                                                                              |
| 29 kwietnia 2002 | River Plate – Racing Club 1:0 Nelson Cuevas 90+2 |
| 29 kwietnia 2002 | Newell’s Old Boys Rosario – Unión Santa Fe 0:2 Norberto Antonio Fernández 44, Rubén Óscar Capria 65 mecz przerwany w 90 minucie z powodu incydentów wynik meczu zachowano |

### Clausura 17
| Data        | Mecz |
| ----------- | --- |
| 3 maja 2002 | Racing Club – Banfield 0:0 |
| 4 maja 2002 | Argentinos Juniors – Chacarita Juniors 3:2 Matías Ezequiel Mantilla 48, Santiago Jorge Kuhl 83, Carlos Daniel Cordone 89 – Eduardo Bustos Montoya 59, Jorge Arnaldo Torales 72 |
| 4 maja 2002 | Unión Santa Fe – Belgrano Córdoba 1:0 Fernando Martín Pérezlindo 83 |
| 4 maja 2002 | Nueva Chicago – Independiente 1:1 Óscar Armando Gómez 12k – Andrés Silvera 90                                                                                                  |
| 5 maja 2002 | Lanús – River Plate 1:0 Mauricio Martín Romero 45 |
| 5 maja 2002 | Estudiantes La Plata – Newell’s Old Boys Rosario 3:3 Ezequiel Maggiolo 25, 36, Roberto Fabián Pompei 66 – Elvio Raúl Martínez 5, Juan Pablo Vojvoda 75, Leonardo Ponzio 89     |
| 5 maja 2002 | Huracán – San Lorenzo de Almagro 1:1 Emanuel Villa 34 – Leonardo Rodríguez 35                                                                                                  |
| 5 maja 2002 | Talleres Córdoba – CA Colón 0:3 César Andrés Carignano 5, Claudio Fernando Graf 33, 54                                                                                         |
| 5 maja 2002 | Rosario Central – Gimnasia y Esgrima La Plata 2:0 Luciano Figueroa 21, 32 |
| 5 maja 2002 | Boca Juniors – Vélez Sársfield 2:1 Héctor Bracamonte 26, Christian Giménez 85 – Leandro Gracián 55                                                                             |

### Clausura 18
| Data         | Mecz |
| ------------ | --- |
| 11 maja 2002 | San Lorenzo de Almagro – Unión Santa Fe 0:4 Diego Raúl Capria 7s, Alexis Weisheim 46, Nicolás Frutos 83, 87                                         |
| 11 maja 2002 | CA Colón – Huracán 2:4 César Andrés Carignano 10, Claudio Fernando Graf 33 – Emanuel Villa 47, 77, Daniel Montenegro 58, Julio Valentín González 63 |
| 11 maja 2002 | Lanús – Racing Club 2:0 Gonzalo Belloso 33, Juan Carlos Mariño 87                                                                                   |
| 11 maja 2002 | Vélez Sársfield – Banfield 3:0 Roberto Nanni 12, 25, Darío Fernando Husaín 14                                                                       |
| 12 maja 2002 | Independiente – Boca Juniors 1:1 Federico Insúa 41 – Guillermo Barros Schelotto 73k                                                                 |
| 12 maja 2002 | Newell’s Old Boys Rosario – Nueva Chicago 2:0 Leonardo Ponzio 5, Nicolás Saucedo 82                                                                 |
| 12 maja 2002 | Chacarita Juniors – Rosario Central 2:0 Eduardo Bustos Montoya 9, Ernesto Ceferino Pedernera 81                                                     |
| 12 maja 2002 | Gimnasia y Esgrima La Plata – Talleres Córdoba 1:0 Gonzalo Choy González 55                                                                         |
| 12 maja 2002 | Belgrano Córdoba – Estudiantes La Plata 0:0 |
| 12 maja 2002 | River Plate – Argentinos Juniors 5:1 Esteban Cambiasso 22, Alejandro Domínguez 34, Fernando Cavenaghi 38, 45, 60 – Leonardo Nicolás Pisculichi 13   |

### Clausura 19
| Data         | Mecz |
| ------------ | --- |
| 17 maja 2002 | Huracán – Gimnasia y Esgrima La Plata 2:2 César Daniel Garipe 3, Daniel Montenegro 52 – Claudio Enría 5, Federico Ezequiel Turienzo 9                          |
| 18 maja 2002 | Estudiantes La Plata – San Lorenzo de Almagro 4:1 Marcelo Carrusca 20, Ezequiel Maggiolo 53, 66, Alejandro Osorio 54 – Juan Ignacio Piombo 80                  |
| 18 maja 2002 | Racing Club – Vélez Sársfield 0:1 Emiliano Ariel Dudar 74 |
| 19 maja 2002 | Talleres Córdoba – Chacarita Juniors 2:2 Julián Edgardo Maidana 58k, Federico Antonio Astudillo 74 – Gustavo Lillo 27s, Eduardo Bustos Montoya 67              |
| 19 maja 2002 | Argentinos Juniors – Lanús 0:2 Carlos Sebastián Coria 33, Cristian Osvaldo Álvarez 88k                                                                         |
| 19 maja 2002 | Nueva Chicago – Belgrano Córdoba 2:1 Juan Manuel Herbella 9, 73 – Darío Jesús Zárate 44 mecz przerwany w 90 minucie z powodu incydentów wynik został zachowany |
| 19 maja 2002 | Unión Santa Fe – CA Colón 0:0 |
| 19 maja 2002 | Banfield – Independiente 2:1 José Luis Sánchez 66, Josemir Lujambio 75 – Emanuel Rivas 49                                                                      |
| 19 maja 2002 | Boca Juniors – Newell’s Old Boys Rosario 1:0 Carlos Tévez 39                                                                                                   |
| 19 maja 2002 | Rosario Central – River Plate 2:3 Federico Arias 41, Luciano Figueroa 43 – Alejandro Domínguez 1, Víctor Eduardo Zapata 32, Fernando Cavenaghi 70k             |

### Tabela końcowa Clausura 2001/02
| Poz | Klub                            | Mecze | Zw | Rem | Por | Pkt | BrZd | BrStr |
| --- | ------------------------------- | ----- | -- | --- | --- | --- | ---- | ----- |
| 1   | River Plate                     | 19    | 13 | 4   | 2   | 43  | 39   | 13    |
| 2   | Gimnasia y Esgrima La Plata     | 19    | 11 | 4   | 4   | 37  | 33   | 23    |
| 3   | Boca Juniors                    | 19    | 10 | 5   | 4   | 35  | 25   | 17    |
| 4   | CA Huracán                      | 19    | 9  | 3   | 7   | 30  | 27   | 24    |
| 5   | CA Banfield                     | 19    | 8  | 6   | 5   | 30  | 21   | 19    |
| 6   | Racing Club de Avellaneda       | 19    | 8  | 5   | 6   | 29  | 19   | 17    |
| 7   | Newell’s Old Boys Rosario       | 19    | 8  | 4   | 7   | 28  | 26   | 25    |
| 8   | Estudiantes La Plata            | 19    | 7  | 6   | 6   | 27  | 34   | 27    |
| 9   | CA Vélez Sarsfield              | 19    | 7  | 5   | 7   | 26  | 27   | 20    |
| 10  | CA Lanús                        | 19    | 6  | 8   | 5   | 26  | 20   | 18    |
| 11  | San Lorenzo de Almagro          | 19    | 6  | 8   | 5   | 26  | 24   | 23    |
| 12  | CA Colón                        | 19    | 6  | 6   | 7   | 24  | 24   | 23    |
| 13  | Nueva Chicago Buenos Aires      | 19    | 6  | 6   | 7   | 24  | 16   | 21    |
| 14  | Chacarita Juniors               | 19    | 4  | 9   | 6   | 21  | 23   | 24    |
| 15  | Unión Santa Fe                  | 19    | 5  | 6   | 8   | 21  | 20   | 27    |
| 16  | Rosario Central                 | 19    | 5  | 5   | 9   | 20  | 20   | 26    |
| 17  | Argentinos Juniors Buenos Aires | 19    | 5  | 5   | 9   | 20  | 20   | 32    |
| 18  | Belgrano Córdoba                | 19    | 5  | 3   | 11  | 18  | 16   | 24    |
| 19  | Talleres Córdoba                | 19    | 5  | 2   | 12  | 17  | 14   | 31    |
| 20  | CA Independiente                | 19    | 3  | 6   | 10  | 15  | 14   | 28    |

### Klasyfikacja strzelców bramek
| Gole | Piłkarz            | Klub                        |
| ---- | ------------------ | --------------------------- |
| 15   | Fernando Cavenaghi | River Plate                 |
| 12   | Facundo Sava       | Gimnasia y Esgrima La Plata |
| 11   | Ernesto Farías     | Estudiantes La Plata        |
| 11   | Josemir Lujambio   | CA Banfield                 |
| 11   | Daniel Montenegro  | CA Huracán                  |
| 9    | Ariel Ortega       | River Plate                 |

### Tablica spadkowa na koniec turnieju Clausura 2001/02
| Poz | Klub                            | 2003/04 pkt/m | 2004/05 pkt/m | 2005/06 pkt/m | Razem pkt/mecze | Średnia |
| --- | ------------------------------- | ------------- | ------------- | ------------- | --------------- | ------- |
| 1   | River Plate                     | 86/38         | 78/38         | 84/38         | 248/114         | 2.1754  |
| 2   | Boca Juniors                    | 74/38         | 71/38         | 68/38         | 214/114         | 1.8772  |
| 3   | San Lorenzo de Almagro          | 69/38         | 81/38         | 57/38         | 207/114         | 1.8158  |
| 4   | Gimnasia y Esgrima La Plata     | 49/38         | 55/38         | 64/38         | 168/114         | 1.4737  |
| 5   | CA Vélez Sarsfield              | 61/38         | 56/38         | 48/38         | 165/114         | 1.4474  |
| 6   | CA Colón                        | 55/38         | 49/38         | 56/38         | 160/114         | 1.4035  |
| 7   | Racing Club de Avellaneda       | 45/38         | 40/38         | 68/38         | 156/114         | 1.3684  |
| 8   | Newell’s Old Boys Rosario       | 55/38         | 48/38         | 51/38         | 154/114         | 1.3509  |
| 9   | Estudiantes La Plata            | 39/38         | 56/38         | 51/38         | 149/114         | 1.3070  |
| 10  | Talleres Córdoba                | 58/38         | 61/38         | 30/38         | 149/114         | 1.3070  |
| 11  | CA Huracán                      | 0/0           | 55/38         | 44/38         | 99/76           | 1.3026  |
| 12  | Chacarita Juniors               | 45/38         | 56/38         | 47/38         | 148/114         | 1.2982  |
| 13  | Rosario Central                 | 66/38         | 41/38         | 40/38         | 147/114         | 1.2895  |
| 14  | CA Banfield                     | 0/0           | 0/0           | 48/38         | 48/38           | 1.2632  |
| 15  | CA Independiente                | 61/38         | 42/38         | 41/38         | 144/114         | 1.2632  |
| 16  | Nueva Chicago Buenos Aires      | 0/0           | 0/0           | 48/38         | 48/38           | 1.2632  |
| 17  | CA Lanús                        | 48/38         | 43/38         | 51/38         | 142/114         | 1.2456  |
| 18  | Unión Santa Fe                  | 50/38         | 46/38         | 38/38         | 135/114         | 1.1842  |
| 19  | Argentinos Juniors Buenos Aires | 39/38         | 43/38         | 45/38         | 127/114         | 1.1140  |
| 20  | Belgrano Córdoba                | 39/38         | 37/38         | 41/38         | 120/114         | 1.0526  |

## Sumaryczna tabela sezonu 2001/02
Tabela ma znaczenie nie tylko statystyczne. Na jej podstawie wyznaczane są kluby, które reprezentować będą Argentynę w dwóch największych klubowych turniejach południowoamerykańskich Copa Libertadores i Copa Sudamericana.
| Poz | Klub                            | Mecze | Zw | Rem | Por | Pkt | BrZd | BrStr |
| --- | ------------------------------- | ----- | -- | --- | --- | --- | ---- | ----- |
| 1   | River Plate                     | 38    | 25 | 9   | 4   | 84  | 90   | 29    |
| 2   | Racing Club de Avellaneda       | 38    | 20 | 11  | 7   | 71  | 53   | 34    |
| 3   | Boca Juniors                    | 38    | 19 | 11  | 8   | 68  | 66   | 44    |
| 4   | Gimnasia y Esgrima La Plata     | 38    | 18 | 10  | 10  | 64  | 63   | 58    |
| 5   | San Lorenzo de Almagro          | 38    | 14 | 15  | 9   | 57  | 52   | 45    |
| 6   | CA Colón                        | 38    | 14 | 14  | 10  | 56  | 48   | 39    |
| 7   | Estudiantes La Plata            | 38    | 14 | 12  | 12  | 54  | 61   | 55    |
| 8   | Newell’s Old Boys Rosario       | 38    | 14 | 9   | 15  | 51  | 55   | 53    |
| 9   | CA Lanús                        | 38    | 13 | 12  | 13  | 51  | 41   | 46    |
| 10  | CA Vélez Sarsfield              | 38    | 12 | 12  | 14  | 48  | 54   | 50    |
| 11  | CA Banfield                     | 38    | 12 | 12  | 14  | 48  | 37   | 43    |
| 12  | Nueva Chicago Buenos Aires      | 38    | 13 | 9   | 16  | 48  | 42   | 54    |
| 13  | Chacarita Juniors               | 38    | 10 | 17  | 11  | 47  | 51   | 48    |
| 14  | Argentinos Juniors Buenos Aires | 38    | 12 | 9   | 17  | 45  | 42   | 59    |
| 15  | Belgrano Córdoba                | 38    | 11 | 11  | 16  | 44  | 33   | 42    |
| 16  | CA Huracán                      | 38    | 12 | 8   | 18  | 44  | 49   | 63    |
| 17  | CA Independiente                | 38    | 10 | 11  | 17  | 41  | 40   | 56    |
| 18  | Rosario Central                 | 38    | 10 | 10  | 18  | 40  | 28   | 52    |
| 19  | Unión Santa Fe                  | 38    | 8  | 15  | 15  | 39  | 43   | 52    |
| 20  | Talleres Córdoba                | 38    | 9  | 3   | 26  | 30  | 32   | 68    |

## Baraże o utrzymanie się w lidze

### Pierwsze mecze
| Data         | Mecz |
| ------------ | --- |
| 23 maja 2002 | Huracán Tres Arroyos – Lanús 1:2 Claudio Marcelo García 39 – Mauricio Martín Romero 81, Ariel Maximiliano López 86                                                      |
| 23 maja 2002 | Gimnasia y Esgrima Concepción del Uruguay – Unión Santa Fe 3:1 Luciano Leguizamón 33, Juan Marcelo Fontana 45, Ricardo Omar Vendakis 84 – Norberto Antonio Fernández 14 |

### Rewanże
| Data         | Mecz |
| ------------ | --- |
| 26 maja 2002 | Lanús – Huracán Tres Arroyos 1:1 Santiago Hoyos 55 – Claudio Marcelo García 59                                                                  |
| 26 maja 2002 | Unión Santa Fe – Gimnasia y Esgrima Concepción del Uruguay 3:0 Fernando Martín Pérezlindo 11, Martín Mazzoni 49, Guillermo Pablo Israilevich 63 |

Oba zespoły pierwszoligowe, CA Lanús i Unión Santa Fe, wygrały swoje baraże i utrzymały się w pierwszej lidze.